# Ачичаев, Ахмад Адамович
Ахма́д Ада́мович Ачича́ев (1 июня 1961 года, Герменчук, Шалинский район, Чечено-Ингушская АССР, РСФСР, СССР) — советский штангист, серебряный призёр первенства Европы и мира среди юниоров (1981), чемпион СССР (1985), рекордсмен мира среди юниоров, мастер спорта СССР международного класса, старший тренер юниорской сборной команды России по тяжёлой атлетике, младший брат и ученик Алыма Ачичаева.

## Биография
Родился 1 июня 1961 года в селе Герменчук Шалинского района Чечено-Ингушской АССР.
После окончания школы переехал к своему брату Алыму Ачичаеву в Днепродзержинск. Под руководством брата стал тренироваться. В 1983 году окончил факультет олимпийского и профессионального спорта в Днепропетровский государственный институт физической культуры и спорта.
В марте 1981 года на Кубке Дружбы во Львове в весовой категории до 100 кг установил четыре мировых рекорда среди юниоров: толчок 218 и 220 кг и сумма двоеборья 390 и 392,5 кг. В апреле 1981 года с результатом 395 кг выиграл первенство СССР среди юниоров в Ульяновске. На чемпионате мира и Европы среди юниоров в итальянском городе Линьяна стал серебряным призёром — победить помешала незадолго до этого полученная травма.
В 1982 году в Минске занял первое место, подняв в сумме двоеборья 400 кг (175 + 225) и выполнил норматив мастера спорта СССР международного класса. В 1985 году в Волгограде стал чемпионом СССР с результатом 390 кг (175 + 215). В ноябре 1986 года на чемпионате Советской Армии и Военно-морского флота во Львове Ахмад Ачичаев, подняв в сумме 432,5 кг (192,5 + 240), победил в категории до 110 кг.
После ухода из большого спорта перешёл на тренерскую работу. В 1992 году окончил факультет физической культуры Московской государственной академии физической культуры.
После распада СССР отошёл от тренерской работы. Работал водителем, строителем и т. д. Затем стал работать тренером в одном из клубов Москвы. Вскоре одна из его учениц, Надежда Перелыгина, стала чемпионкой страны. После этого успеха Ачичаева стали привлекать к работе в сборной команде страны. А Перелыгина стала мастером спорта России международного класса, многократным чемпионом и призёром первенств России.
В декабре 2012 года был назначен старшим тренером юниорской сборной России.

## Награды
- Медаль «100 лет профсоюзам России» (2009 год)[1];

## Семья
Женат. Два сына, Давид и Илья.